# Рух за справедливість і рівність
Рух за справедливість і рівність (англ. Justice and Equality Movement) — антиарабське ісламістське повстанське угруповання в західному Судані. Лідер — Халіл Ібрагім Мухаммад, котрий водночас є автором «Чорної Книги» проти панування арабів в Судані, був убитий 25 грудня 2011 року. Користуються підтримкою Чаду та Еритреї. Виступають проти розширення китайського впливу в Судані. Лідером руху, після загибелі Халіла Ібрагіма, став його брат — колишній університетський професор економіки Джибріл Ібрагім.